# طائر كامد
الطائر الكامِد (الاسم العلمي: Amblyornis)، جنس طيور من فصيلة طيور التعريشة. أسسها دانيال جيرو إليوت عام 1872، وتحتوي على أربعة أنواع:

## الأنواع
| الصورة | الاسم العلمي            | الاسم الشائع                    | التوزيع                                          |
| ------ | ----------------------- | ------------------------------- | ------------------------------------------------ |
|        | Amblyornis flavifrons   | طائر التعريشة ذو الجبهة الذهبية | جبال فوجا في مقاطعة بابوا بإندونيسيا.            |
|        | Amblyornis macgregoriae | طائر التعريشة ماكجريجور         | غينيا الجديدة                                    |
|        | Amblyornis subalaris    | طائر التعريشة المحطط            | جنوب شرق غينيا الجديدة                           |
|        | Amblyornis inornata     | طائر التعريشة فوغلكوب           | شبه جزيرة فوغلكوب بغرب غينيا الجديدة، إندونيسيا. |

Amblyornis اسم مركب من كلمتان يونانيتان قديمة amblus، وتعني «كامد» وornis ، وتعني «طائر».